# Xanca amazònica
La xanca amazònica (Hylopezus berlepschi) és una espècie d'ocell de la família dels gral·làrids (Grallariidae).

## Hàbitat i distribució
Viu a la selva pluvial de les terres baixes, del centre i sud-est del Perú, nord i est de Bolívia i oest amazònic de Brasil.